# Історія Вікіпедії

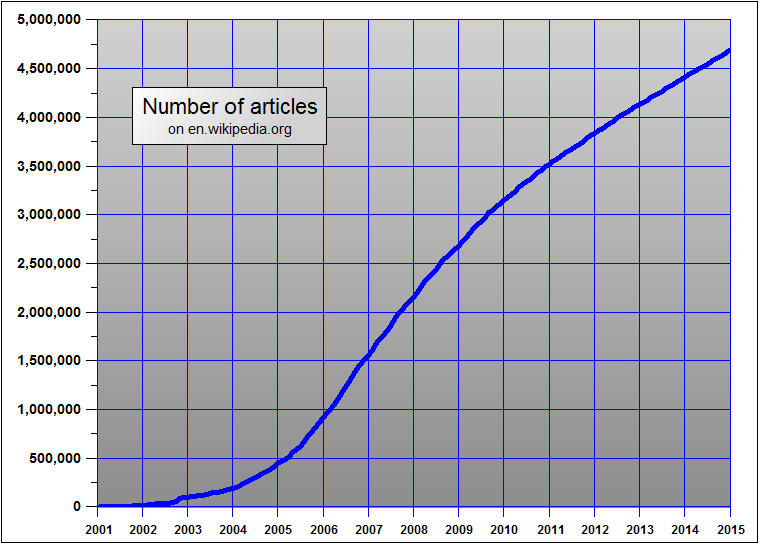
Розділ Вікіпедії англійською мовою зараз має понад 6 мільйонів статей, що становить понад 2000 друкованих томів Британської енциклопедії. Включаючи всі мовні розділи, Вікіпедія має понад 38 мільйонів статей, що становить понад 16000 друкованих томів

Історія Вікіпедії формально почалася із запуском Вікіпедії 15 січня 2001 року Джиммі Вейлзом та Ларрі Сенгером. Найраніша відома пропозиція створити онлайн-енциклопедію була висловлена Ріком Гейтсом (англ. Rick Gates) в 1993 році, але концепцію вільної інтернет-енциклопедії (відмінної від просто відкритого коду чи freemium) запропонував Річард Столмен у грудні 2000 року.
Концепція Столмена передбачала, що нема центральної організації, яка контролює редагування. Цим «мультиплеєром» проєкт дуже відрізнявся від сучасних цифрових енциклопедій, таких як «Нюпедія» (Bomis), Microsoft Encarta чи навіть Британська енциклопедія, яка була найбільшою універсальною енциклопедією та Нюпедією, яка була прямим попередником Вікіпедії. 2001 року ліцензія «Нюпедії» була змінена на GFDL, і Вейлз та Сенгер запустили Вікіпедію, використавши концепцію та технологію вікі, яку винайшов у 1995 році Ворд Каннінгем. Первинно Вікіпедія мала бути додатком «Нюпедії» (онлайнового енциклопедичного проєкту, який редагували тільки експерти), забезпечуючи додаткові заготовки та ідеї для проєкту. На практиці Вікіпедія швидко обійшла «Нюпедію», ставши глобальним проєктом на багатьох мовах (до травня 2001 року утворилися розділи Вікіпедії французькою, німецькою, каталонською, шведською та італійською) та надихнувши на створення цілої низки інших онлайнових проєктів такого типу. Назву запропонував Ларрі Сенгер, співзасновник проєкту, її утворено із слова «вікі» (з гавайської значить «швидкий»).
Відповідно до Alexa Internet, Вікіпедія є сьомою у світі за популярністю. Загальна кількість читачів Вікіпедії у світі становить близько 495 мільйонів на місяць. У серпні 2015 року у світі WMF Labs нараховували 18 мільйонів переглядів за місяць. Відповідно до Comscore, тільки із США Вікіпедія отримує понад 117 мільйонів унікальних відвідувачів щомісяця.

## Огляд

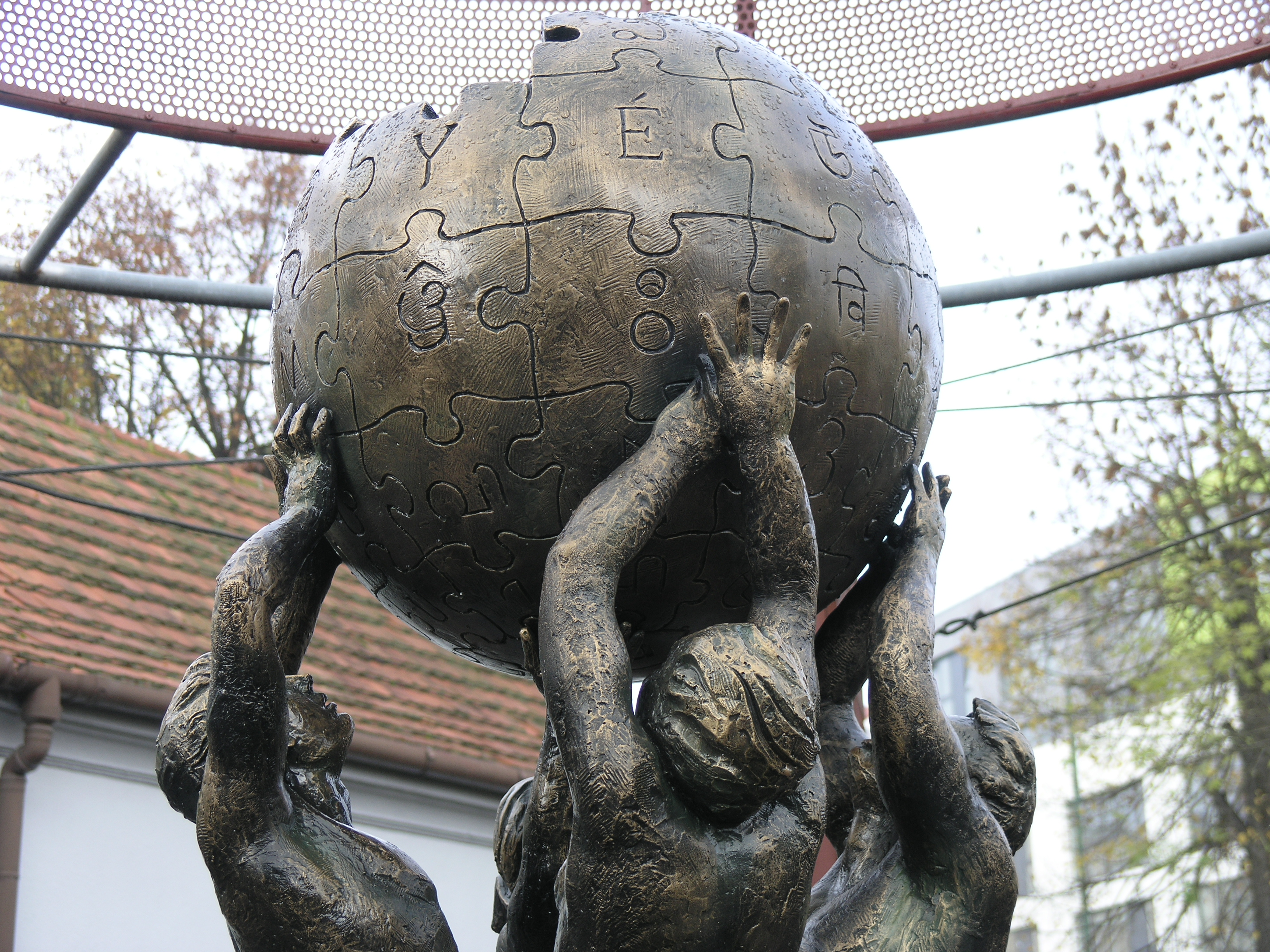
Пам'ятник Вікіпедії (деталь). Слубіце, Польща

Уже в 2003 році розділ англійською налічував 100 тисяч статей (ювілейною стала стаття про містечко Гастінгс у Новій Зеландії), а німецькою — 10 тисяч. Цього ж року Джиммі Вейлз, один із засновників проєкту, утворив Фонд Вікімедіа (Wikimedia Foundation Inc.) — неприбуткову організацію, метою якої було забезпечити існування проєкту.
До кінця 2004 року існувало понад 100 мовних розділів, які разом нараховували більше одного мільйона статей. Цього року Вікіпедія здобула міжнародну професійну інтернет-премію Веббі (Webby Awards), а також премію Prix Ars Electronica у номінації «Цифрові спільноти». 2005 році вперше відбулася Вікіманія (Wikimania) — щорічна міжнародна конференція вікіспільноти.
1 березня 2006 року створили статтю про приміську залізничну станцію Джордангілл (Шотландія), яка стала мільйонною статтею англійською. Станом на 2007 рік домен wikipedia.org був десятим за відвідуваністю у світі, функціонувало 250 мовних розділів, 7,5 мільйона статей. 12 січня 2008 року створено розділ Вікіпедії кримськотатарською мовою.
Наприкінці серпня 2009 року всі мовні розділи Вікіпедії нараховували понад 14 мільйонів статей. Стаття про Беате Еріксен, норвезьку акторку та режисера, створена 17 серпня 2009 року, стала 3-мільйонною у Вікіпедії англійською, а розділ німецькою подолав мільйонний рубіж 27 грудня 2009 року. 21 вересня 2010 року цей рубіж подолав розділ Вікіпедії французькою, 17 грудня 2011 — розділ Вікіпедії нідерландською, у 2013 році італійський, російський, іспанський, польський, варайський, в'єтнамський, та себуанський розділи. 5 вересня 2015 року Вікіпедія шведською досягла 2 мільйонів, а 1 листопада 2015 року — 5 мільйонів статей було зафіксовано у розділі англійською мовою. Ювілейною стала стаття про Persoonia terminalis — рідкісний кущ родини Proteaceae, який росте в Австралії. 2015 року спільноту Вікіпедії було відзначено премією Еразма.
З 2011 року Джиммі Вейлз присуджує щорічну премію «Вікіпедист року». Переможець оголошується на Вікіманії. 2014 року ним посмертно став Ігор Костенко, дописувач україномовного розділу, який загинув під час протистояння на Майдані, один із «Небесної сотні».
25 серпня 2008 року астрономи з Андрушівської обсерваторії «Липневий ранок» відкрили астероїд, який мав тимчасову назву 2008 QH24. 18 квітня 2011 року йому було присвоєно номер 274301. За пропозицією Андрія Макухи, одного із адміністраторів розділу Вікіпедії українською мовою, небесне тіло назвали на честь вільної енциклопедії Вікіпедії. І 27 січня 2013 року астероїд дістав власну назву.
22 жовтня 2014 року в місті Слубіце, Польща, було відкрито пам'ятник на честь творців Вікіпедії. Автором став вірменський скульптор Міхран Акопян.

## Історія змін логотипу

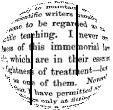
Від заснування до 2001 року
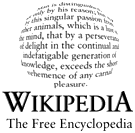
2001 — 12 жовтня 2003 року
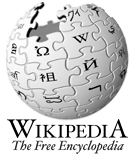
13 жовтня 2003 — 13 травня 2010 року
13 травня 2010 — теперішній час